# Polylepiscus actaeon
Polylepiscus actaeon är en mångfotingart som beskrevs av Pocock 1909. Polylepiscus actaeon ingår i släktet Polylepiscus och familjen Aphelidesmidae. Inga underarter finns listade i Catalogue of Life.